# 曲冰遺址
曲冰遺址，又稱曲冰考古遺址，是1981年左右由中華民國中央研究院歷史語言研究所考古組於臺灣南投縣仁愛鄉萬豐村所發現的史前遺址，所屬時代為新石器時代中晚期:370。因為發現地的地籍是「曲冰段」，所以命名為「曲冰」遺址:370。該考古遺址是新石器時代中晚期罕見的高山地區大型聚落考古遺址，也是臺灣高山區域目前唯一完整而且保存良好的史前聚落考古遺址。
1988年內政部曾公告為三級古蹟，後來因應相關法律修改，南投縣政府在2006年7月11日以府授文資字第09501319420號函公告指定本遺址為縣定遺址，之後2018年11月20日以府授文資字第10702620561號函公告其類別名稱為「縣定考古遺址」:370。2019年5月13日，升格為國定考古遺址。
該遺址目前是「回填保存」狀態，過去挖掘的古文物保存於中研院等地。過去仁愛鄉的居民曾爭取將文物「重回故里」，但該地未有合適的展示空間。

## 發掘歷史
1935年，日本學者馬淵東一於姊妹原發現石斧。後此石斧為當時就讀台灣大學人類學研究所的碩士生陳仲玉發現，經過數個月的考證，確認姊妹原描述的地點為濁水溪上游的「姊原」與「妹原」（今南投縣仁愛鄉武界附近）。1980年，陳仲玉趁行政院舉辦員工旅遊健行活動時，沿著濁水溪由武界走到萬大發電廠，在思源吊橋和曲冰部落後方的山坡地，和姊原附近的路旁撿到了史前石器。但依照當時中研院的規定，助理、碩士不能提出研究計畫，因此在石璋如院士的輔助下，開始進行曲冰遺址的發掘。